# Kaspar Kindem
 Kaspar Kindem, né le 2 septembre 2000, est un  skieur alpin norvégien.

## Biographie
En 2020 à Narvik il prend la 4e place des championnats du monde juniors de super G.
En 2021 à Bansko il prend la 3e place des championnats du monde juniors de slalom géant, et à nouveau la 4e place en super G.
En mars 2023, il obtient son premier podium en coupe d'Europe en se classant 2e su slalom géant de Gaellivare. Le même mois, il devient vice-champion de Norvège de super G à Trysil.

## Palmarès

### Coupe du monde
- 3 départs en coupe du monde

### Championnats du monde juniors
| Épreuve / Édition          | Descente | Super G | Slalom géant | Slalom  | Combiné | Team event |
| Mondiaux 2019 Val di Fassa | 33e      | 14e     | 14e          | Abandon | 6e      | -          |
| Mondiaux 2020 Narvik       | 9e       | 4e      | annulé       | annulé  | annulé  | annulée    |
| Mondiaux 2021 Bansko       | annulé   | 4e      | Bronze       |         | annulé  | annulé     |

### Coupe d'Europe
3 tops-10 dont :
- 1 podium au slalom géant de Gaellivare le 7 mars 2023

#### Classements
| Saison / Épreuve | Saison / Épreuve | Général | Général | Descente | Descente | Super G | Super G | Géant  | Géant  | Slalom | Slalom | Combiné | Combiné |
| ---------------- | ---------------- | ------- | ------- | -------- | -------- | ------- | ------- | ------ | ------ | ------ | ------ | ------- | ------- |
| Saison / Épreuve | Saison / Épreuve | Class.  | Points  | Class.   | Points   | Class.  | Points  | Class. | Points | Class. | Points | Class.  | Points  |
| 2022-2023        | 2022-2023        | 37e     | 222     | -        | -        | 37e     | 47      | 10e    | 175    | -      | -      | -       | -       |